# Harlekijn (plant)
De harlekijn (Anacamptis morio, synoniem: Orchis morio) is een orchidee. De plant staat op de Nederlandse Rode lijst van planten als zeer zeldzaam en zeer sterk in aantal afgenomen. De wettelijke bescherming die de plant in Nederland tot 1 januari 2017 genoot is echter op die datum komen te vervallen (zie Lijst van wettelijk beschermde planten in Nederland). De plant komt voor in Zuid- en Midden-Europa. In Nederland komt de plant voornamelijk voor op de Waddeneilanden en in Zeeland.
De plant wordt 8–30 cm hoog. De ongevlekte bladeren zijn lichtgroen en lancetvormig. De onderste bladeren zijn in een bladrozet gerangschikt. De bovenste bladeren zijn stengelomvattend.
De harlekijn bloeit in Nederland van eind april tot begin mei en soms in de herfst nogmaals met een vrij ijle aar, die tot tien bloemen heeft. De bloem is variabel van kleur van donkerpurper tot roze of wit. De spoor is horizontaal of iets omhoog wijzend en korter dan het vruchtbeginsel. De kelk- en kroonbladen vormen een brede helm. De zijdelingse kelkbladen hebben groene nerven, waaraan de plant te herkennen is. De lip heeft drie lobben. Op de middenlob zitten een aantal donkerpaarse stippen.
De plant komt voor op vochtige, vrij voedselarme grond in laag grasland.

## Plantengemeenschap
De harlekijn is een kensoort voor de associatie van ratelaar en harlekijn (Rhinantho-Orchidetum morionis), een associatie van zeer bloemrijke plantengemeenschappen specifiek voor natte zandgronden langs de Nederlandse en Belgische kust.